# Trdnjava (šah)
Trdnjava je ena od figur pri šahovski igri. Označena je s simbolom »♜«. Ponekod jo na Slovenskem imenujejo tudi top. Na začetku igre ima vsak igralec dve trdnjavi postavljeni v skrajni polji v kotih prve vrste. V algebrskem zapisu sta postavljeni na polji a1 in h1 pri belem in na a8 in h8 pri črnem.
Trdnjava se premika horizontalno ali vertikalno, naprej in nazaj, kot je prikazano na sliki. Prav tako kot ostale figure tudi trdnjava zajema nasprotnikove figure tako, da zasede polje, na katerem je prej stala nasprotnikova figura. Trdnjava skupaj s kraljem sodeluje pri posebnem pravilu rokade.
Trdnjava je načeloma močnejša figura od lovca ali skakača. Menjava lovca ali skakača za trdnjavo velja za uspešno. Dve trdnjavi sta za malenkost močnejši od dame. Trdnjave in dame imenujemo težke figure, skakače in lovce pa lahke figure.
Na začetku igre so trdnjave nezavarovane z ostalimi figurami, zato je največkrat med ostalimi cilji v začetni fazi igre cilj tudi povezati trdnjavi med seboj, torej razviti ostale figure in rokirati. Tako postavljeni trdnjavi se medsebojno ščitita in sta pripravljeni za zavzetje želene linije.
Običajna strategija s trdnjavo je zavzetje »odprte« linije. Npr. linije na kateri ni nobenega kmeta. Ali pa »polodprte« linije npr., na kateri je samo tvoj kmet, ki bo jemal nasprotnikovo figuro v eni od naslednjih potez. S tako postavitvijo sta trdnjavi relativno neizpostavljeni tveganju, vendar tako nadzorujeta vsako polje v liniji ali vrsti. Kadar je neka linija še posebej pomembna, takrat je pametno, da igralec napreduje s trdnjavo na nenapadeno mesto na njej, drugo trdnjavo pa postavi v isto linijo spodaj in tako trdnjavi podvoji.
Trdnjava na sedmi vrsti (oz. na nasprotnikovi drugi vrsti) je še posebej močna. Tam grozi nasprotnikovim zaostalim kmetom in nasprotnikovemu kralju. Dve trdnjavi na sedmi (oz. drugi) vrsti sta pogosto dovolj za zmago ali vsaj za remi z večnim šahom.
Trdnjavi sta najmočnejši v šahovski končnici, kjer ju ne ovirajo kmeti in tako nadzorujejo veliko število polj. Res pa je, da sta dokaj neokretni pri oviranju nasprotnikovih kmetov pri promociji, razen kadar sta postavljeni za njimi. Prav tako najbolje podpirata svoje kmete pri promociji, kadar sta postavljeni za njimi.